# Christophe Plantin
Pour les articles homonymes, voir Plantin.
Christophe Plantin (né vers mai 1520 à Saint-Avertin ; mort le 1er juillet 1589 à Anvers) est un relieur et imprimeur français, liée à la Renaissance flamande.
Il travaille à Anvers dans les Pays-Bas espagnols. Son entreprise d'imprimeur-éditeur se maintiendra durant trois siècles.

## Biographie
Né près de Tours, il s’installe à Lyon dans son enfance, puis à Orléans et à Paris. À la fin des années 1530, il retourne à Lyon, puis, dans les années 1540, séjourne à Caen.
Dans cette ville, il se met au service de Robert II Macé, relieur de l'université de Caen depuis 1522. Il apprend le métier de relieur à Paris et, à Caen, les éléments de l'art typographique. Après un court séjour à Paris, il s'installe en 1549 à Anvers. Cette ville était devenue, entre 1500 et 1550, le plus important centre d'imprimerie des Pays-Bas, grâce notamment à l'impression clandestine de livres religieux inspirés de Luther.
Plantin travaille d’abord pour Gabriel de Zayas, secrétaire de Philippe II, en tant que relieur et artisan du cuir jusqu’en 1555, lorsque des ivrognes l’attaquent dans une rue d’Anvers alors qu’il allait livrer une cassette en cuir destinée au roi Philippe II d’Espagne. Ayant eu l’épaule transpercée par un coup d’épée, il est obligé de changer de profession et se lance alors dans l’imprimerie avec le soutien financier de Hendrik Niclaes, chef d’un groupe anabaptiste et imprime son premier livre en 1555.
En 1570, il fut nommé, par le roi Philippe II, architypographe (prototypographus regius), chargé de l’inspection des imprimeries des Pays-Bas et de la publication, sous la direction de Benito Arias Montano, d'une nouvelle édition de la Bible polyglotte d'Alcalá. Outre douze exemplaires sur vélin pour le roi Philippe II, on tira douze cents exemplaires des cinq volumes dont se compose la Bible, et six cents exemplaires seulement des trois volumes de l’Apparatus sacer. La dépense excédant toutes ses prévisions, il fut obligé, pour être payé comptant, de vendre des exemplaires au-dessous du prix de revient.
L’appui politique dont il jouissait l’obligea à louvoyer entre les insurgés et les royalistes espagnols, alors que grondait la révolte contre l’occupant espagnol qui conduira à l'Acte de La Haye. Désireux de s’éviter des ennuis, il dissimule sa sympathie pour la Réforme protestante et « adopte une position ambiguë sur la question de la religion », insuffisante à empêcher les rumeurs l’accusant d’imprimer des livres hérétiques. En 1562, il est même obligé de s’exiler à Paris plus d’un an.

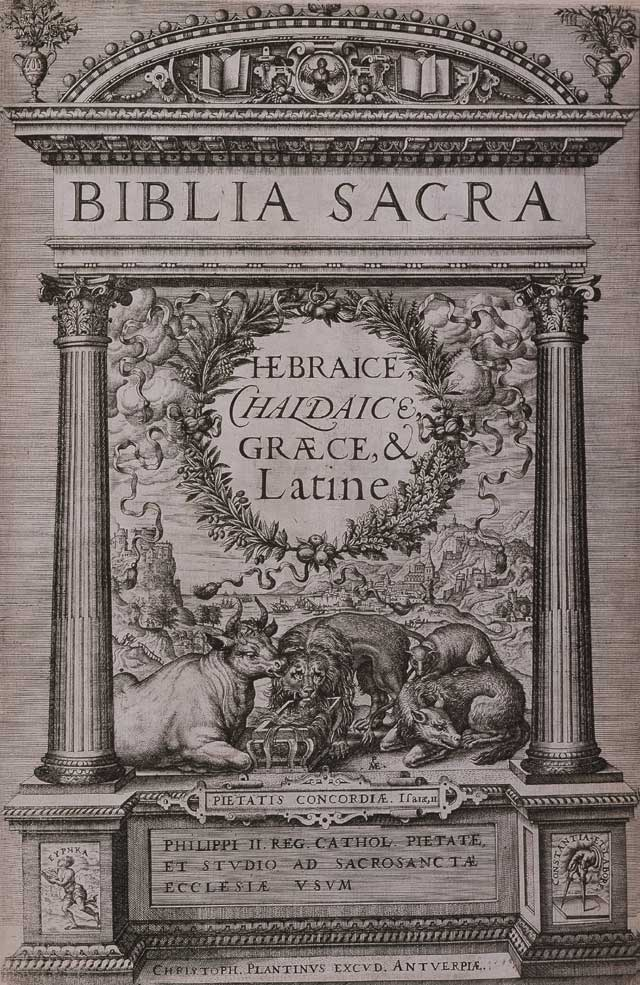
Frontispice de la Bible polyglotte d’Anvers.

En 1576, il subit de lourdes pertes financières lorsqu’il est forcé de payer une rançon exorbitante aux mercenaires espagnols mutinés qui n’ont pas reçu leur solde et pillent la ville. En 1583, il fuit Anvers, où la guerre est sur le point d’éclater, pour Leyde et devient imprimeur académique de l’université protestante de la ville et est accusé de nouveau d’infidélité à l’Église catholique. Il revient donc à Anvers en 1585, après la reprise de la ville par Alexandre Farnèse le 17 août.
Alors âgé de plus de 60 ans, Plantin tente de redonner un nouvel élan à son imprimerie, qui ne compte plus que quatre employés faisant tourner une seule presse ; celle-ci ne retrouvera jamais vraiment son prestige lorsque Plantin meurt, quatre ans plus tard.
De son mariage avec Jeanne Rivière, Christophe Plantin n'eut qu'un fils mort à l'âge de onze ans et cinq filles dont Martine Plantin qui épousa Joanes Moenrentorf alias Jean Moretus qui fut le successeur à la tête de l'imprimerie qui prit alors le nom Plantin-Moretus. Edouard Moretus (1804-1880), descendant de Jean Moretus et dernier possesseur de l'imprimerie jusqu'en 1876, fut autorisé en 1871 par arrêté royal à s'appeler Moretus-Plantin.

## L'imprimeur
En 1555, il sort son premier ouvrage, intitulé Institution d’une fille de noble maison. On lui doit l'impression d'une Bible polyglotte, dite d'Anvers ou de Montano, largement inspirée de la première édition polyglotte de la Bible, dite Complutense (1569-1570).
L'Officina Plantiniana est considérée comme l'entreprise d'édition et d'imprimerie la plus importante qui ait jamais été établie en Belgique et vend des livres dans toute l'Europe. Le grand humaniste, Juste Lipse, avait un bureau dans l'enceinte de l'imprimerie. Plantin imprime les œuvres de ce dernier, d’Abraham Ortelius, de Laevinus Torrentius, d’André Schott, de Simon Stevin, et d’un grand nombre d’autres savants.
Les publications de Plantin, presque toutes d’un genre sévère, se distinguent par une correction scrupuleuse et une élégance grave. Christophe Plantin plaçait sur le frontispice de ses livres une vignette gravée sur bois, représentant une main sortant d’un nuage, traçant un cercle avec un compas. Il avait trois marques distinctes. La troisième, dont il se sert à partir de 1564, fait référence au nom de son imprimerie De Gulden Passer (« Au Compas d'Or »). Il utilise cette marque avec des encadrements différents pour différencier ses différentes collections. Cette marque est toujours accompagnée de sa devise : Labore et Constantia (« Par le travail et la Persévérance »).
Sa maison, qui renfermait une précieuse bibliothèque, était le rendez-vous des savants, attirés par ses procédés généreux et par les facilités qu’ils y trouvaient pour l’impression de leurs ouvrages. Au plus fort de sa production, il utilisait au moins 22 presses et employait 160 ouvriers. Il avait comme correcteurs des hommes d’un mérite éminent, tels que Victor Giselin, Théodore Poelmans, Corneille Kilian et François Raphelingius et, à l’instar de Robert Estienne, il affichait les épreuves, en promettant une récompense à ceux qui y découvriraient quelque faute.
Le beau-fils de Plantin, Jan Moretus reprend l'imprimerie. L'Officina Plantiniana continuera à éditer des livres jusqu'en 1876. Elle sera alors vendue à la ville d'Anvers par Edouard Moretus-Plantin. Restée intacte, elle est devenue un musée inscrit au Patrimoine mondial de l'Unesco, le musée Plantin-Moretus.

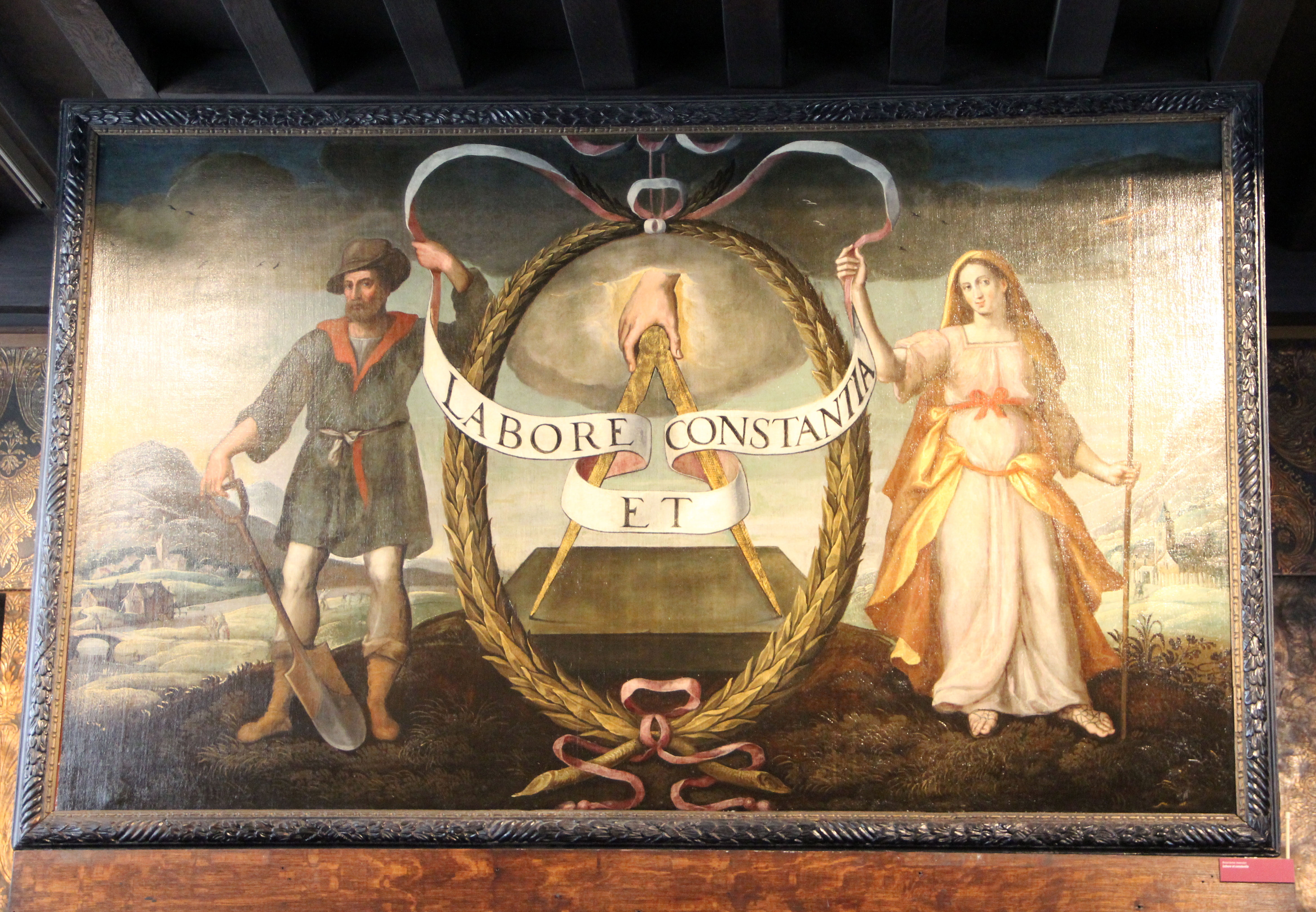
Tableau anonyme illustrant le compas d'or et la devise de l'imprimeur (musée Plantin-Moretus).
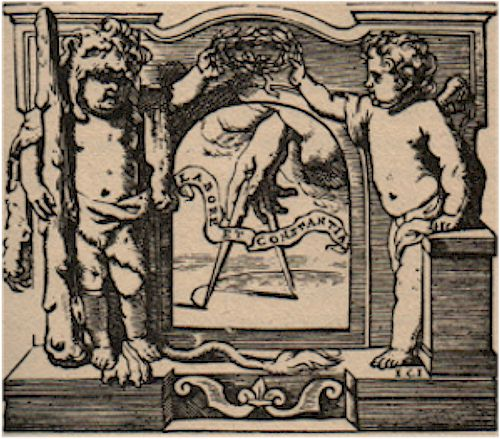
Logotype. Au Compas d'Or. Labore et Constantia.
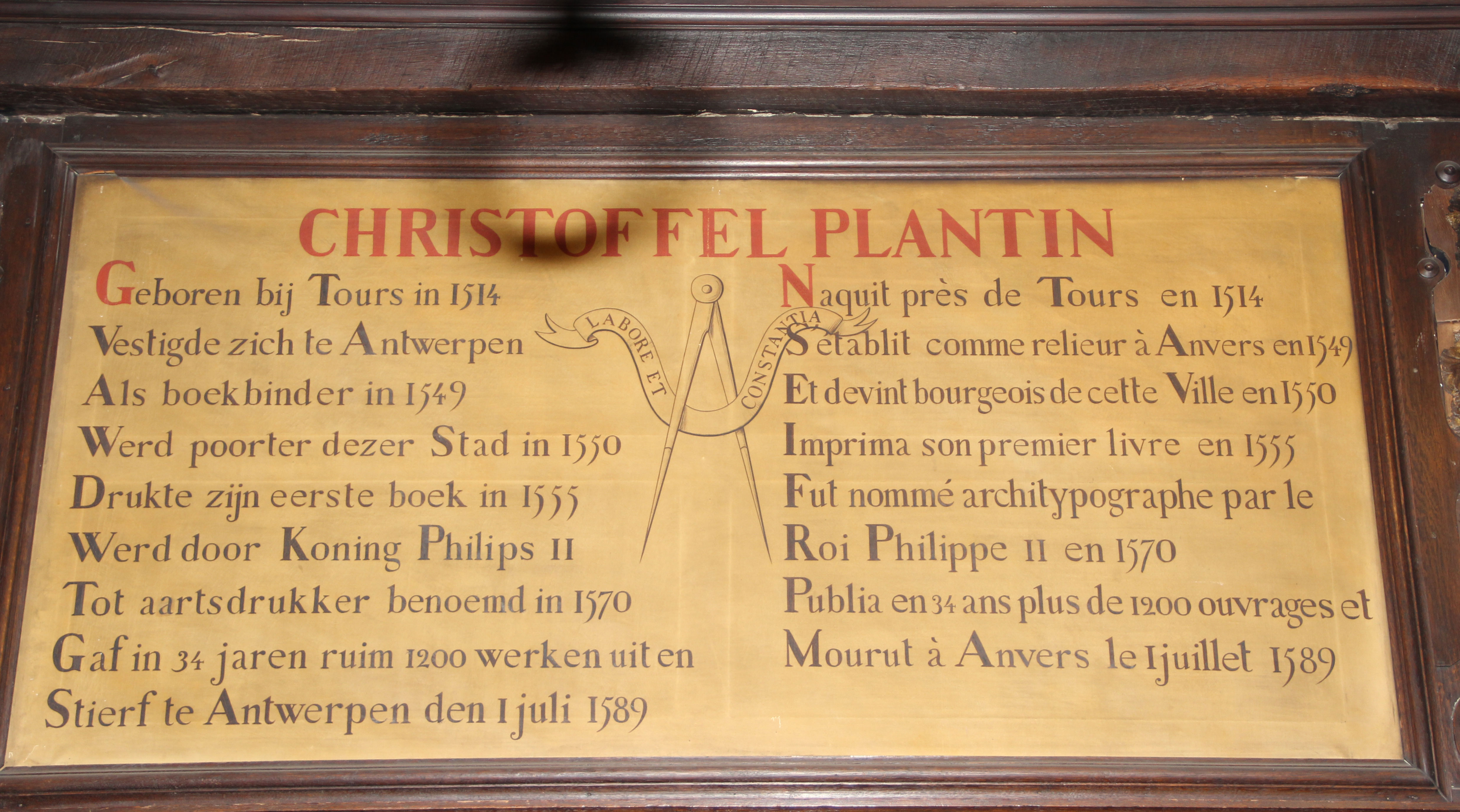
Plaque ornant une des pièces du musée Plantin-Moretus.
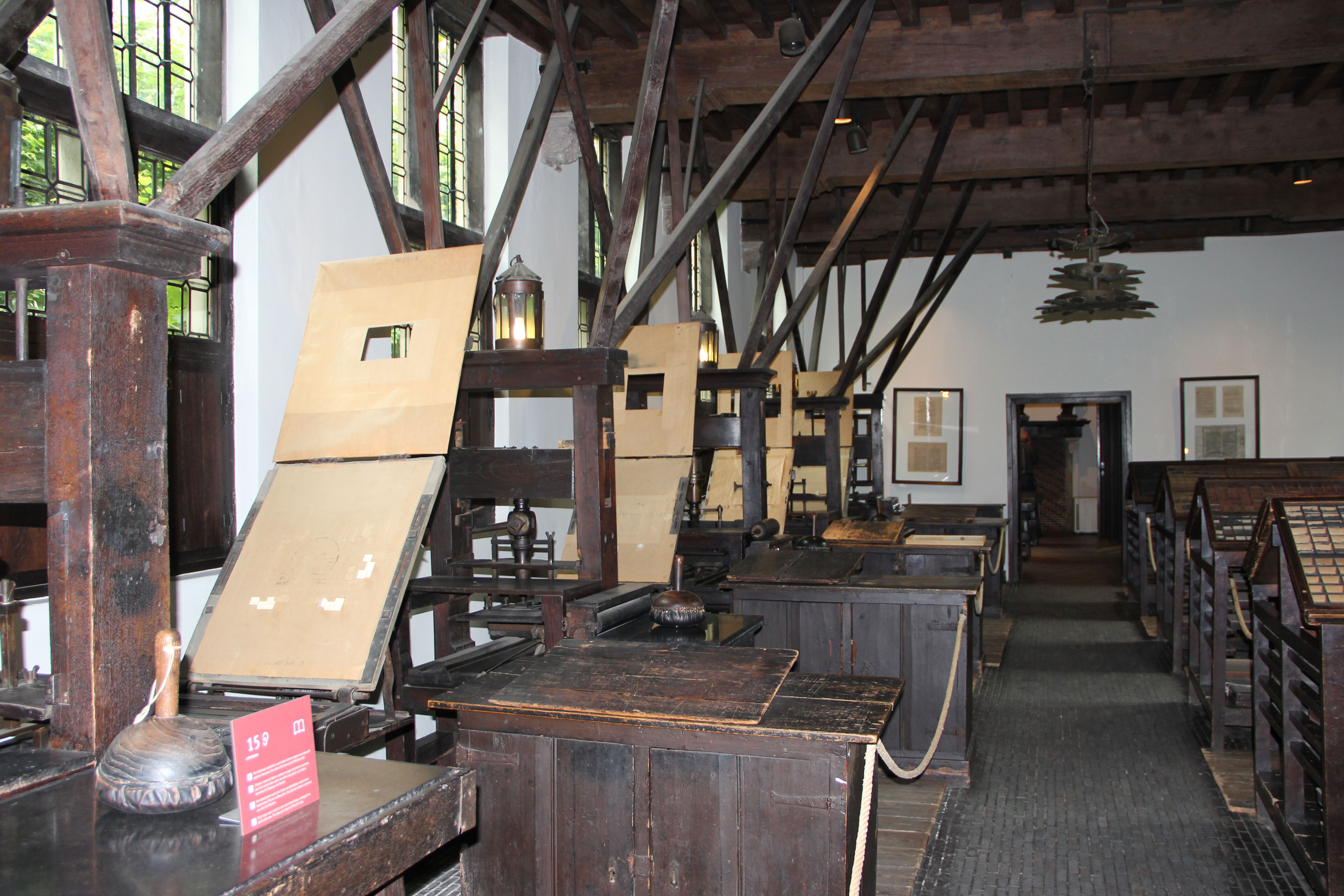
Salle des presses originale du XVIIe siècle (musée Plantin-Moretus).

#### Sur ses éditions musicales
- Isabelle His, « Plantin et l'organisation modale des Mélanges de Claude Le Jeune (1585) », Music printing in Antwerp and Europe in the 16th Century [Actes du colloque d'Anvers, 23-25 août 1995], Louvain-Peer, Alamire Foundation, 1997, p. 353-364.
- J. A. Steelfeld, Bibliographie des éditions musicales plantiniennes, Bruxelles, Palais des académies, 1949, 248 p. (OCLC 3358812)
- Henri Vanhulst, « Suppliers and clients of Chrisopher Plantin, distributor of polyphonic music in Antwerp (1566-1578) », Musicology and archival research = Musicologie et recherches en archives = Musicologie en Archievfonderzoek, éd. Barbara Haggh, Frank Dælemans et André Vanrie, Actes du colloque de Bruxelles, 22-23.4.1993, Bruxelles, 1994 (Archives et bibliothèques de Belgique = Archief- en Bibliotheekwezen in Belgie, numéro spécial, 46), p. 558-604.